# 南河 (苗栗縣地名)
南河，是臺灣苗栗縣公館鄉的一個傳統地域名稱，位於該鄉東部。相較於今日行政區，其範圍大致與南河村相近。

## 歷史
台灣清治末期至日治初期，南河地區為一街庄，稱為「南河庄」，隸屬於苗栗一堡。該庄北及東北與北河庄為鄰，東與八角林庄為鄰，南邊為大坑庄，西邊為尖山庄。
1901年（日治明治三十四年）11月，全台廢縣廳改設二十廳，該庄隸屬於苗栗廳。1909年（明治四十二年）10月，合併二十廳為十二廳，該庄改隸屬於新竹廳。1920年（大正九年），廢十二廳改設五州二廳，該庄改制為「南河」大字，隸屬於新竹州苗栗郡公館庄。
戰後公館庄改制為公館鄉，隸屬於新竹縣，大字亦改制為村。1950年桃、竹、苗分治，公館鄉改隸屬於苗栗縣。

## 聚落
本地區發展較早的聚落有棉仔埔、石坑仔、尖風凸、南河、東河、新公館、細窩仔、半路藔、油車坑、老石門、山羊凸、新石門等，在日治期初期的官方地圖上已有記載。此外，本地區尚有竹湖、下坪頂等聚落。

## 交通
鄉道苗26線是五板橋至茄苳樹下的道路，大致以西北—東南走向轉西南—東北走向蜿蜒經過南河地區西北部。由該道路向西北轉西可前往寬仁、鶴子岡（鶴岡）、五板橋並止於省道台6線路口，向東北可前往北河、蛤蟆石下並止於北安橋頭；續行可經錫隘隧道前往獅潭的錫隘並止於省道台3線路口。
鄉道苗24線（石門路）是中平至北寮的道路，大致以西南西—東北東走向轉北北西—南南東走向蜿蜒經過本地區南部東側一小段邊界地帶。由該道路向西南西轉西可前往大坑、公館市區、中小義並止於縣道128號路口，向南南東轉南南西可前往北寮並止於福德國小東側的省道台6線路口。

## 學校
- 南河國小